# Thomas Blanchet
Pour les articles homonymes, voir Blanchet.
Thomas Blanchet, né vers 1614 à Paris et mort le 21 juin 1689 à Lyon, est un peintre français du XVIIe siècle.

## Biographie
Thomas Blanchet fait son apprentissage dans l'atelier de Simon Vouet. Il est probable que le sculpteur Jacques Sarrazin l'ait orienté vers la peinture chez son beau-frère Simon Vouet, alors que le jeune garçon était intéressé par la sculpture. (C'est l'hypothèse de Lucie Galactéros).

### Période romaine
Son talent est bientôt remarqué, comme beaucoup d'artistes, sur les conseils de son maître il part se perfectionner en Italie vers 1635-1640.
Sa présence est attestée à Rome en 1647, jusqu'en 1654.
Il bénéficie des conseils de Nicolas Poussin, d'Andrea Sacchi de Pierre de Cortone.
Le Bernin semble l'avoir tenu en haute estime.
Il est alors reconnu pour ses vedute, petits tableaux sur des sujets antiques.
Avec les artistes qui séjournent à Rome, il participe aux chantiers de décoration et à la création d'installations éphémères des fêtes romaines. 
Il réalise un grand tableau dans la basilique de Loreto : Saint-Louis en prière dans la sainte Maison de Lorette ; cette commande d'Anne d'Autriche témoigne de la faveur de Blanchet dans les milieux diplomatiques.

### Période lyonnaise

#### Hôtel de ville de Lyon
Appelé à Lyon en mars 1655, grâce à cette renommée Thomas Blanchet est chargé par le Consulat et l'archevêque Camille de Neufville de Villeroy de la décoration du nouvel Hôtel de Ville de Lyon. Il coopère pendant trente ans avec Germain Panthot. Ils réalisent l'escalier d'honneur et le grand salon, sur un programme iconographique conçu par Ménestrier, achevé en 1674. Ils reçoivent des commandes des plafonds et décors des différents salons du Consulat. L'artiste peint les portraits des rois Henri IV et Louis XIV qui y trouvent leur place. Thomas Blanchet conçoit "un ensemble décoratif exceptionnel, réalisé entre 1655 et 1674, alors considéré comme l'un des panégyriques municipaux les plus éloquents du XVIIe siècle européen".
L'incendie du 13 septembre 1674 détruit une grande partie de ce décor, notamment le grand salon. Blanchet est chargé du projet de reconstruction de la façade et du beffroi, qui ne sera pas réalisé, mais il inspirera les architectes du XVIIe siècle.

#### Abbaye des Dames de Saint-Pierre
En mars 1675, l'abbesse Antoinette de Chaulnes lui confie plusieurs projets, développant une iconographie savante, qu'il supervise jusqu'en 1684.
- L'escalier d'honneur

Th. Blanchet a fourni aux sculpteurs le plan et les dessins, il est le maître d'œuvre de ce chantier.
- Réfectoire du Palais Saint-Pierre

Les décors sont conçus par Thomas Blanchet, il confie les sculptures à Simon Guillaume, les peintures à Louis Cretey et les blasons à Marc Chabry.

#### Collège de la Trinité
En 1662,Thomas Blanchet réalise de fresques dans la Cour des études du collège des Jésuites. Ce lieu est actuellement le collège  Ampère. Il dessine les tribunes de l'église. En 1673, il crée le grand autel et le retable de l'Assomption dans la chapelle des Messieurs. Il peint encore douze tableaux de la Vierge (qui ont  disparu).

#### Palais de Roanne (ancien palais de la justice royale)
En 1686, Blanchet est chargé de concevoir trois peintures pour la décoration du plafond de la grande chambre des audiences au Palais de Roanne : 
- La Distinction du juste et du faux, plafond de la salle d'audience de la quatrième chambre de la Cour d'Appel.
- Le Triomphe éternel de la Vérité, plafond de la salle d'audience de la deuxième chambre de la Cour d'Appel.
- Le châtiment des vices se trouve actuellement au MBA de Lyon.

Parmi les autres tableaux illustrant la justice, il reste celui-ci dans le palais de justice :
- Tuccia, la Vestale innocentée.

#### Décors éphémères
Avec son atelier, il crée des décors éphémères pour les fêtes lyonnaises telles les feux de la Saint-Jean chaque année, les entrées solennelles à Lyon et autres événements... Le séjour de Louis XIV à Lyon en 1658, les Réjouissances de la Paix en 1660, la naissance du Dauphin en 1661, la réception du cardinal Chigi en 1664, le Jubilé en 1666, ces fêtes sont l'occasion de décors et machines éphémères créées par Blanchet, en collaboration avec Menestrier auxquelles travaille son équipe avec le peintre Germain Panthot et le sculpteur Jacques Mimerel.

#### Autres travaux
- Le Carmel

En 1681, il crée le maître-autel et le retable du Carmel de Lyon.
En 1685, il organise la pompe funèbre du Maréchal Nicolas de Villeroy et dessine le tombeau de celui-ci pour la chapelle des Villeroy.
- Portraits

Son atelier produit une grande quantité de portraits et des sujets historiques, la municipalité et l'Église étant les deux principaux donneurs d'ordre.
En 1670, il peint le portrait de Camille de Neufville de Villeroy pour la chapelle des Pénitents du Confalon. Ce portrait se trouve actuellement au musée d'histoire de Lyon.
En 1683, "Mandement de 600 livres à Thomas Blanchet pour les " peintures (portraits, au nombre de vingt, tant du Roi Louis XIV, de la Reine, des princes et des gouverneurs de la ville, que des échevins, exécutés sur vélin dans les recueils destinés à cet objet et conservés aux archives de la ville), et fournitures (armoiries de mais) qu'il a faites pour le Consulat et de son ordre, pendant la présente année, ".
- œuvres d'architecture

Thomas Blanchet est l'architecte le plus en vue à Lyon après le chantier de l'Hôtel de ville.
Camille de Neufville lui commande les plans de l'aménagement de son domaine d'Ombreval à Vimy, actuellement Neuville-sur-Saône. Il réalise le Nymphée qui se trouve encore dans le jardin municipal.

Nymphée d'Ombreval par l'architecte Thomas Blanchet
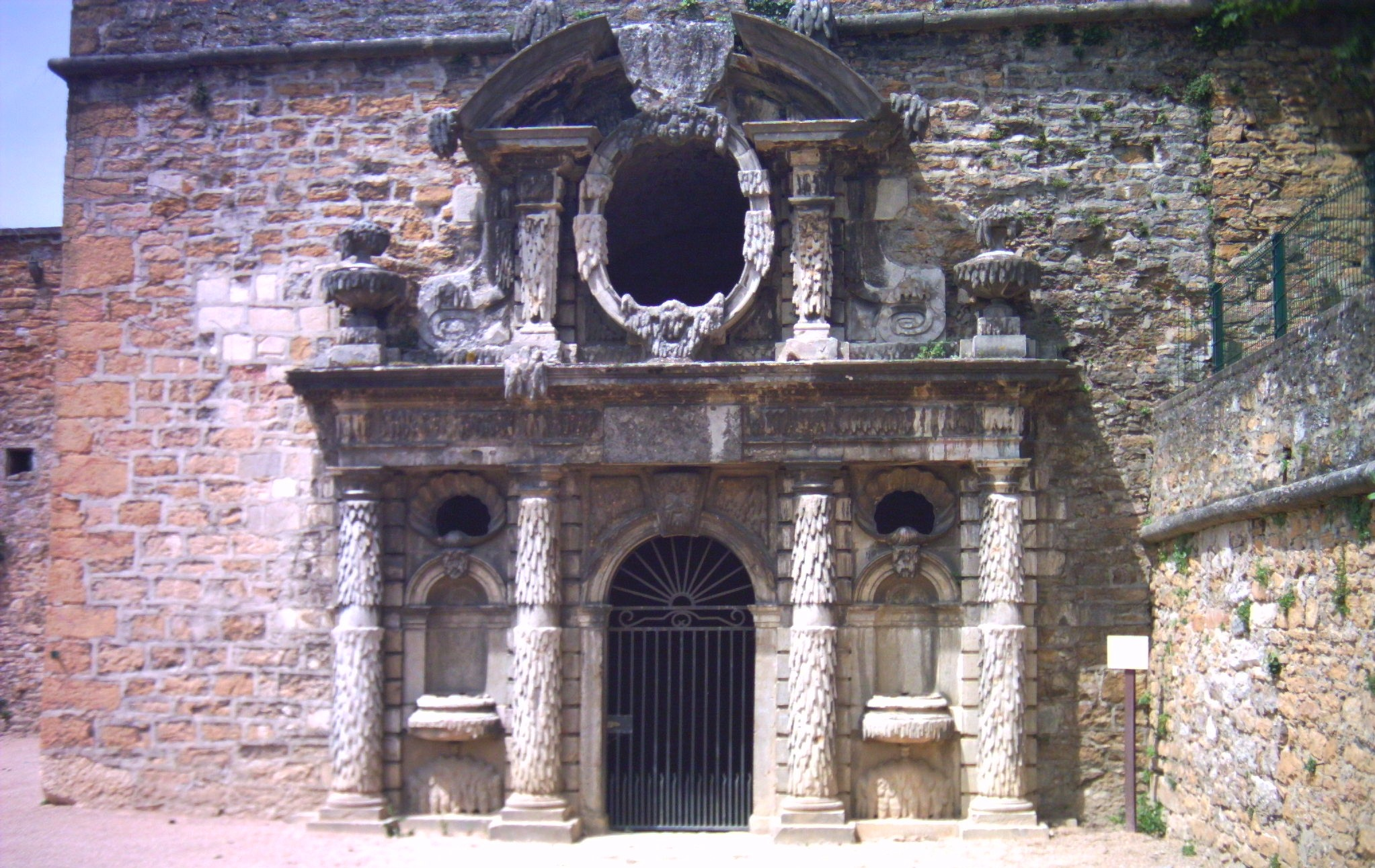
porte
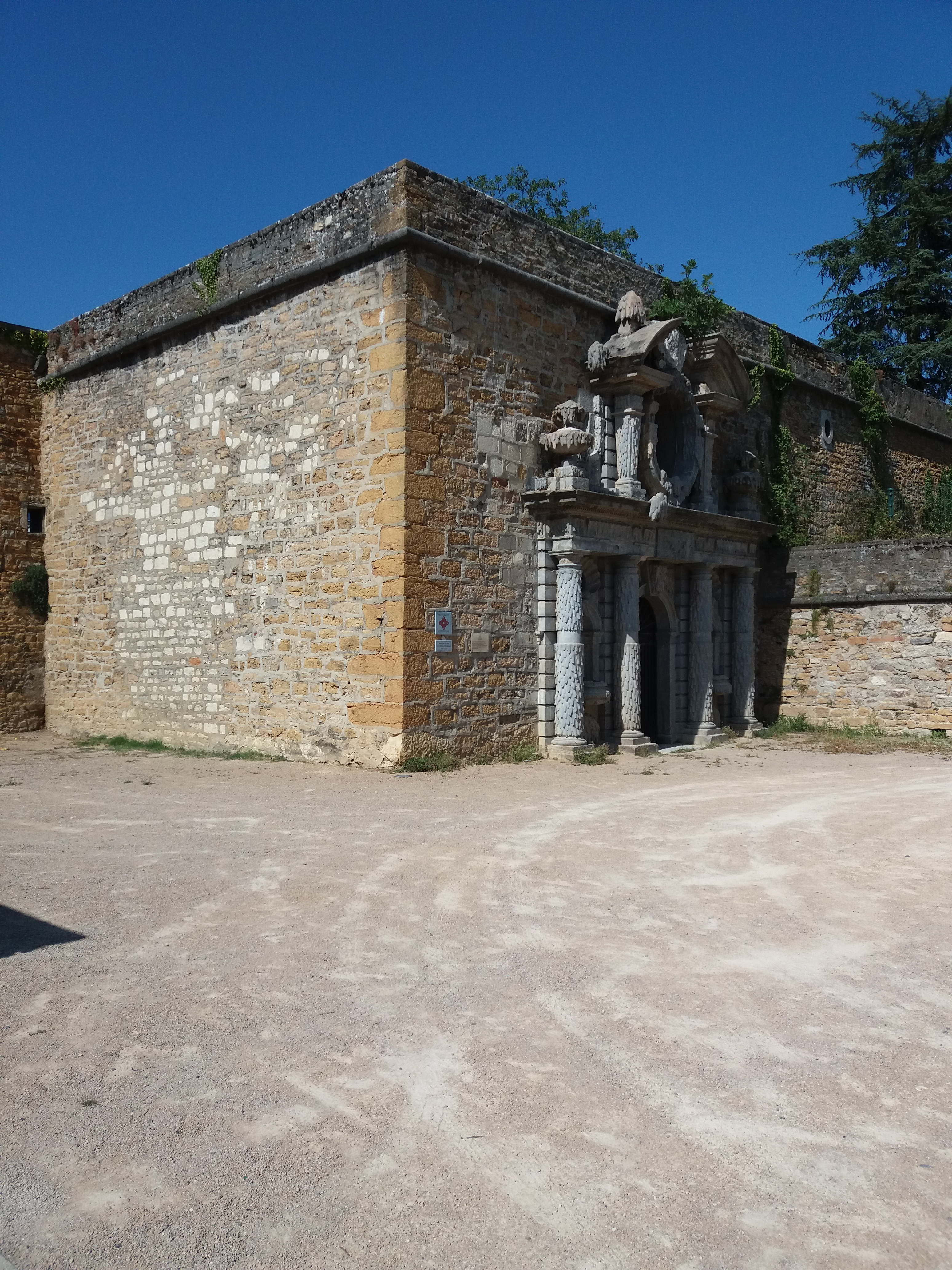
perspective
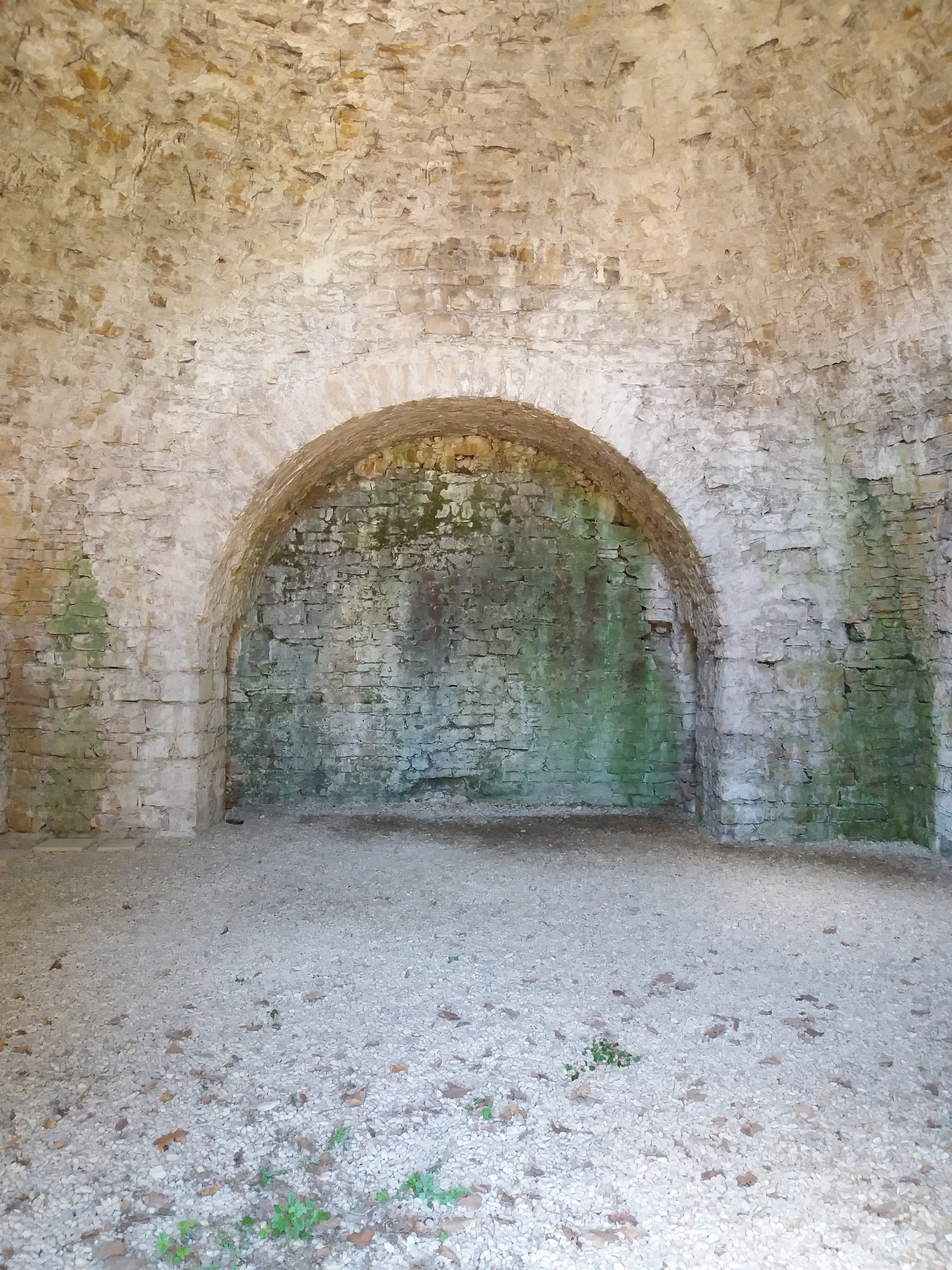
intérieur

Dans les années 1666-1668, il réalise probablement (?) la vue perspective de la maison des champs de la Gallée (Millery, Rhône), propriété de Thomas de Moulceau.
Le 21 mai 1670, Constant de Silvecane passe commande pour le pavillon du Temple de la Muse de son domaine de Cornevent, à Vernaison.
Le 2 novembre 1676, François de La Chaise d'Aix lui commande le dessin du portail du château de la Chaize (Odenas). L. Galactéros estime qu'il en a conçu aussi la galerie et la décoration intérieure, inspirée des peintures de l'Hôtel de ville de Lyon.
- Famille

Le frère de Thomas, Louis Blanchet est nommé maître de métier pour les peintres de Lyon en 1668; ils travaillent ensemble.
Thomas Blanchet épouse Anne de la Cauche. Ce couple n'aura pas d'enfant.
Thomas Blanchet loge dans l'hôtel de ville où il a son atelier.
En 1675, à la mort de  Germain Panthot (le 20 octobre 1675), Thomas Blanchet est nommé peintre officiel de la ville de Lyon.
Le 30 mai 1676, par une lettre écrite de Lyon, il sollicite son admission à l'Académie royale et propose de présenter un tableau de réception sur le sujet que lui demandera l'Académie. Dans la même lettre, il propose d'ouvrir une école de dessin à Lyon. Le 2 janvier 1677, l'Académie désigne Thomas Blanchet et Antoine Coysevox pour faire tout ce qui est nécessaire pour l'établissement d'une école de dessin à Lyon. Le 1er août 1681, Charles Le Brun présente à l'Académie le tableau de réception de Thomas Blanchet, professeur de l'École académique de Lyon, représentant Cadmus et Minerve. Le 28 février 1682, Thomas Blanchet prête serment à Paris devant le chancelier, les recteurs, adjoints de recteurs, professeurs et adjoints de professeurs.
L'École académique de Lyon ne fonctionnera guère.
Le 21 juin 1689, Sieur Thomas Blanchet peintre du Roy et de messieurs les prevosts des marchands et eschevins de Lyon, âgé de 75 ans meurt dans l'Hôtel de ville de Lyon où il réside. Il est inhumé le lendemain dans l'église Saint-Pierre.

## Hommages
Le 16 juillet 1830, la ville de Lyon donne son nom à une rue dans le quartier de Perrache, elle disparait en 1854, car l'emplacement est acquis par la Compagnie de chemin de fer.
En 1927, la rue Thomas-Blanchet, dans le 8e arrondissement de la ville de Lyon, lui est dédiée.
Une rue à Saint-Symphorien-d'Ozon porte son nom.

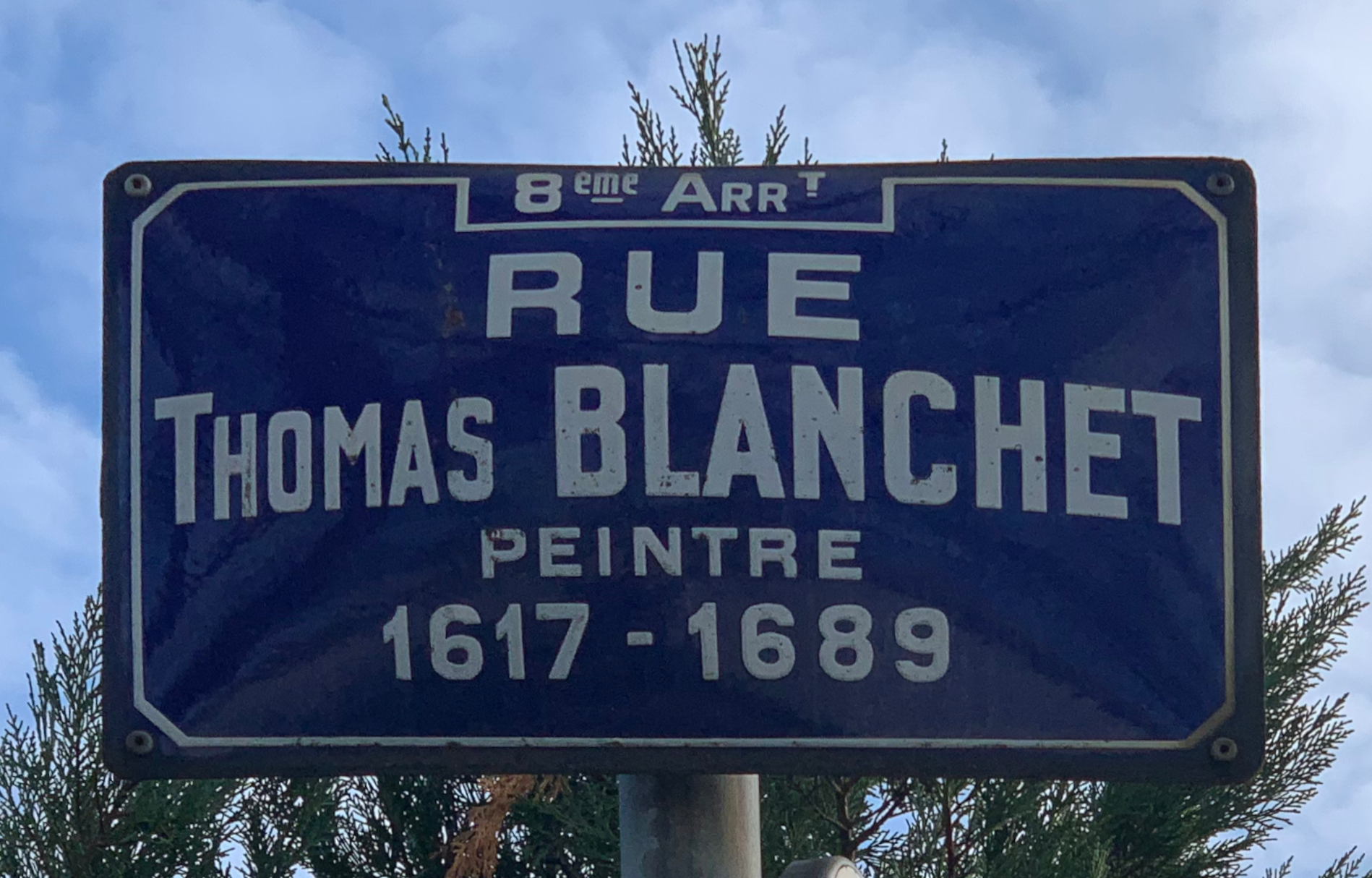
Rue Thomas Blanchet Lyon
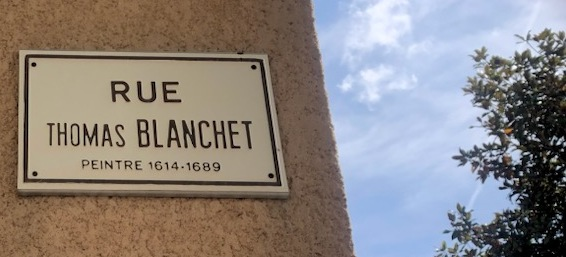
Rue Thomas Blanchet Saint-Symphorien- d'Ozon

## Style
Influencé par les artistes qu'il a fréquentés à Rome, il en tire un style ample, fluide et énergique. Il joue un rôle important dans l'essor du classicisme italien à Lyon, rompant avec l'influence de Le Blanc. « Sa principale originalité provient de la manière dont il parvient à associer l'austérité méditative de Poussin au lyrisme et à la sensualité du grand décor romain ».

## Œuvres
Dans l'étude de L. Galactéros, sont répertoriés : 166 peintures, 114 dessins, 83 gravures ainsi que des ouvrages illustrés.
Plusieurs de ses œuvres ont été perdues, toutefois d'importants musées en conservent. Le Musée du Louvre possède 25 dessins et 2 peintures sur toiles. Le Musée des Beaux-Arts de Lyon possède neuf de ses œuvres et des décors dans l'Escalier d'honneur et le Réfectoire. Le musée de l'Ermitage à Leningrad conserve deux tableaux et un dessin.
En 1663, il répond à la commande des Mays de Notre-Dame avec le Ravissement de saint Philippe  offert à Notre-Dame de Paris. Ce tableau se trouve au musée des Beaux-Arts d'Arras.
Une Nativité avec Gloire (vers 1680) commandée par les Oratoriens. Placé à l'origine au-dessus du maitre-autel, le tableau a été déplacé dans la chapelle du Sacré-Cœur de l'Église Saint-Polycarpe de Lyon.
Une Adoration des bergers (1688) se trouve dans l'église Saint-Paul de Lyon.

### Dessins

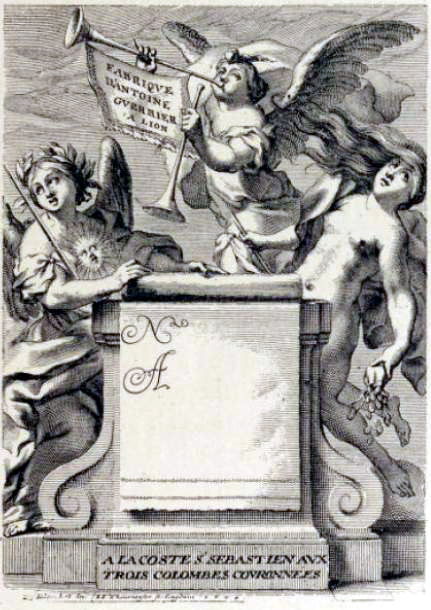
Carte de commerce de la « Fabrique d'Antoine Guerrier à Lion [Lyon] à la Coste S[ain]t Sébastien aux trois colombes couronnées », dessinée et gravée par Thomas Blanchet et Thourneyfer en 1674.
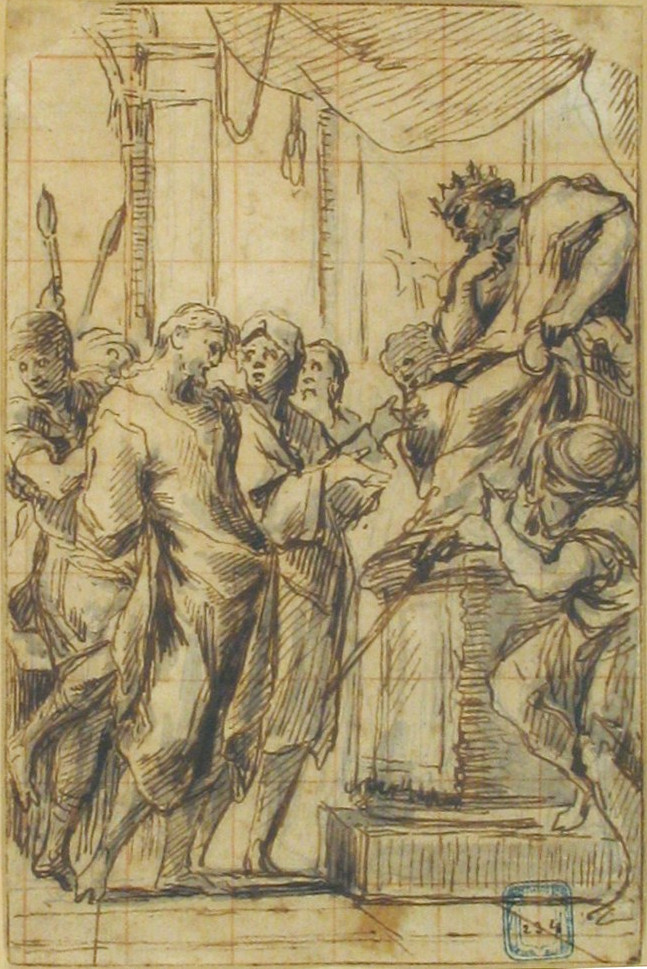
Jésus devant Pilate
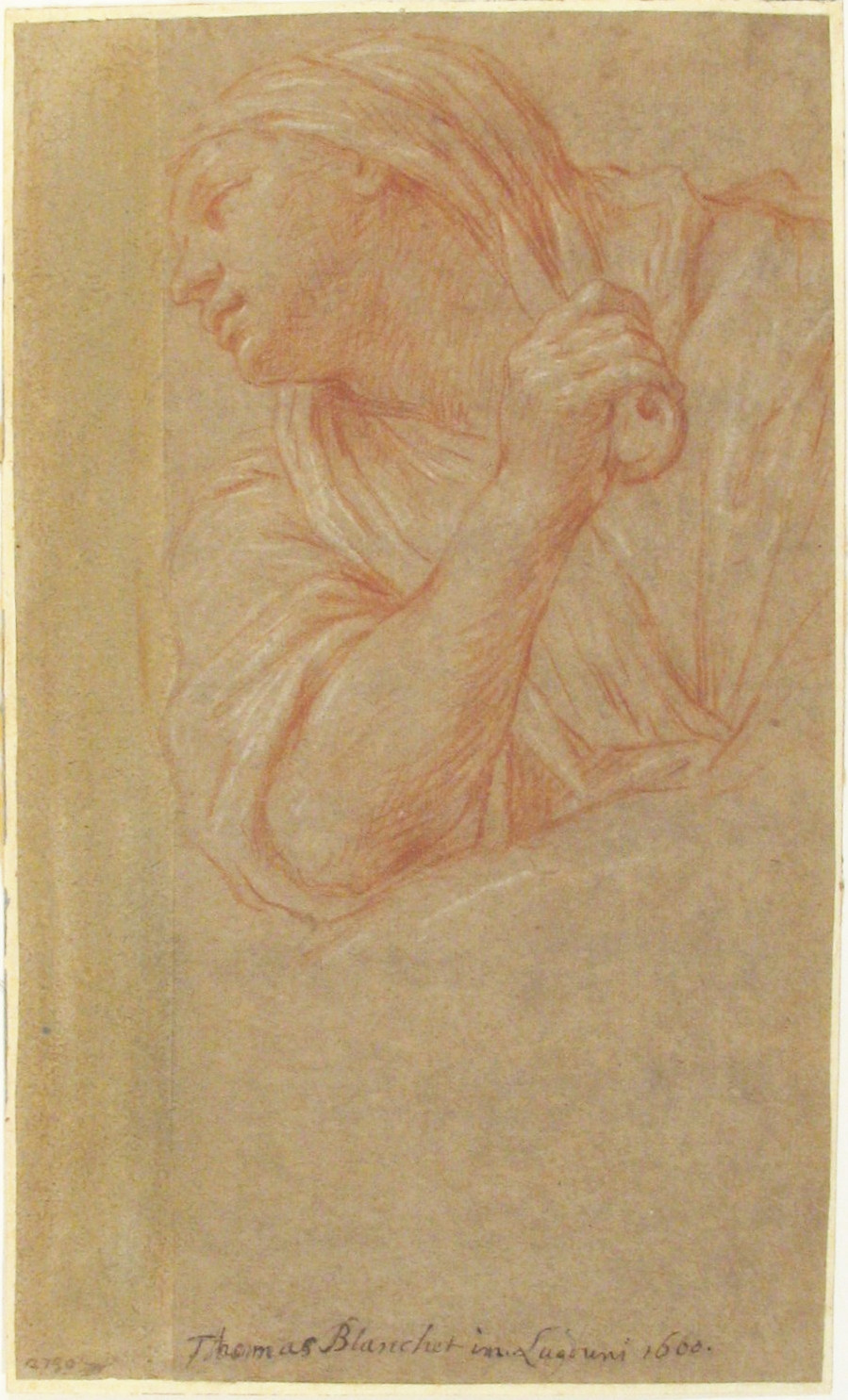
Profil de femme

- Orléans, musée des Beaux-Arts: 
  - Étude pour la Prudence (?), pierre noire, rehauts de craie blanche, mis au carreau à la pierre noire, sur papier vergé, 29 x 24,9 cm[37].
  - Étude pour la Force (?), pierre noire, rehauts de craie blanche, mis au carreau au graphite, sur papier vergé, 32 x 28,5 cm[38].                                                
  - Femme tenant un reliquaire ou un édicule religieux dans la main droite, graphite, rehauts de craie blanche, filet d’encadrement rapporté à la plume et à l’encre brune, sur papier vergé beige doublé, 41,7 x 23,7 cm[39].

### Liste
| Œuvre | Titre | Date           | Dimensions | Localisation                                                                              | Remarques                         |
| ----- | --- | -------------- | ---------- | ----------------------------------------------------------------------------------------- | --------------------------------- |
|       | Paysage avec un sarcophage                                                                                                 | 1650-1652      | 100 x 140  | Musée de l'Ermitage, Saint-Petersbourg                                                    | numéro d'inventaire 2595          |
|       | Cleobis et Biton | vers 1650      | 98 x 132   | Nationalmuseum, Stockholm                                                                 | numéro d'inventaire 6782          |
|       | Mercure et Hersé | vers 1650      | 97 x 110   | Portland Art Museum Portland Oregon                                                       | numéro d'inventaire 2001.12       |
|       | Pygmalion et Galatée | vers1650       | 74 x 99    | coll. particulière                                                                        |                                   |
|       | Moïse sauvé des eaux | 1653-1655      | 965 x 1330 | Musée du Louvre                                                                           | R.F. 1985-88                      |
|       | La Résurrection de Lazare                                                                                                  | 1655           | 147 x120   | coll. particulière                                                                        |                                   |
|       | La Fortune et le Bon Génie de Rome                                                                                         | vers 1650      | 60 x 99    | Lyon, Musée des Beaux-Arts                                                                | Inventaire 1999-1.                |
|       | Le Temple d'Auguste Modelo pour les peintures de la voûte de la Grande Salle de l’Hotel de ville de Lyon                   | 1665           | 580 x 1253 | Lyon, Musée des Beaux-Arts                                                                | Inv. A 3017                       |
|       | Iris coupe le cheveu fatal à Didon sur le bûcher                                                                           | vers 1655-1660 | 162 x 195  | Musée des beaux-arts de Dijon                                                             |                                   |
|       | La Grandeur consulaire de Lyon                                                                                             | 1659           | 560 x 400  | Hôtel de ville de Lyon, plafond de la salle du Consulat                                   |                                   |
|       | Apothéose romaine dit Triomphe romain ou Apothéose de César                                                                | vers 1658-1663 | 265 x 242  | Lyon, Musée des Beaux-Arts                                                                | Inv A 15                          |
|       | Le Sacrifice de la fille de Jephté                                                                                         | vers 1670-1680 |            | Lyon, Musée des Beaux-Arts                                                                | Inventaire 2019 10.1              |
|       | L'Archevêque Camille de Neuville de Villeroy                                                                               | vers 1670      | 65 x 54,5  | Musées Gadagne Œuvre appartenant au musée des Beaux-Arts de Lyon Photographe Alain Basset | Inv A 138                         |
|       | L'Éternelle fidélité de Lyon à la Royauté Modello pour le plafond de la Salle de la Nomination à l'Hôtel de ville de Lyon. | 1671           | 60 x 99    | Lyon, Musée des Beaux-Arts                                                                | Inventaire 1956-17.               |
|       | Nativité avec une Gloire                                                                                                   | v. 1680        | 520 x 280  | Lyon, Eglise Saint-Polycarpe                                                              | Patrimoine mobilier, base Palissy |
|       | L'Adoration des Bergers | v. 1686        | 270 x 193  | Lyon, église Saint-Paul                                                                   |                                   |
|       | Tuccia, la Vestale innocentée                                                                                              | 1687           | 150 x 100  | Lyon, Palais de justice                                                                   |                                   |
|       | Mater Dolorosa | 1689           | 251 x 170  | Chapelle de l'Hôtel-Dieu de Lyon                                                          | 2007.0.7265.P ; HOD 67            |